# Тори, Жоффруа
Жоффруа́ Тори́ (фр. Geoffroy Tory; 1480, Бурж — до 14 октября 1533, Париж) — французский художник-гравёр, книготорговец и издатель.

## Биография

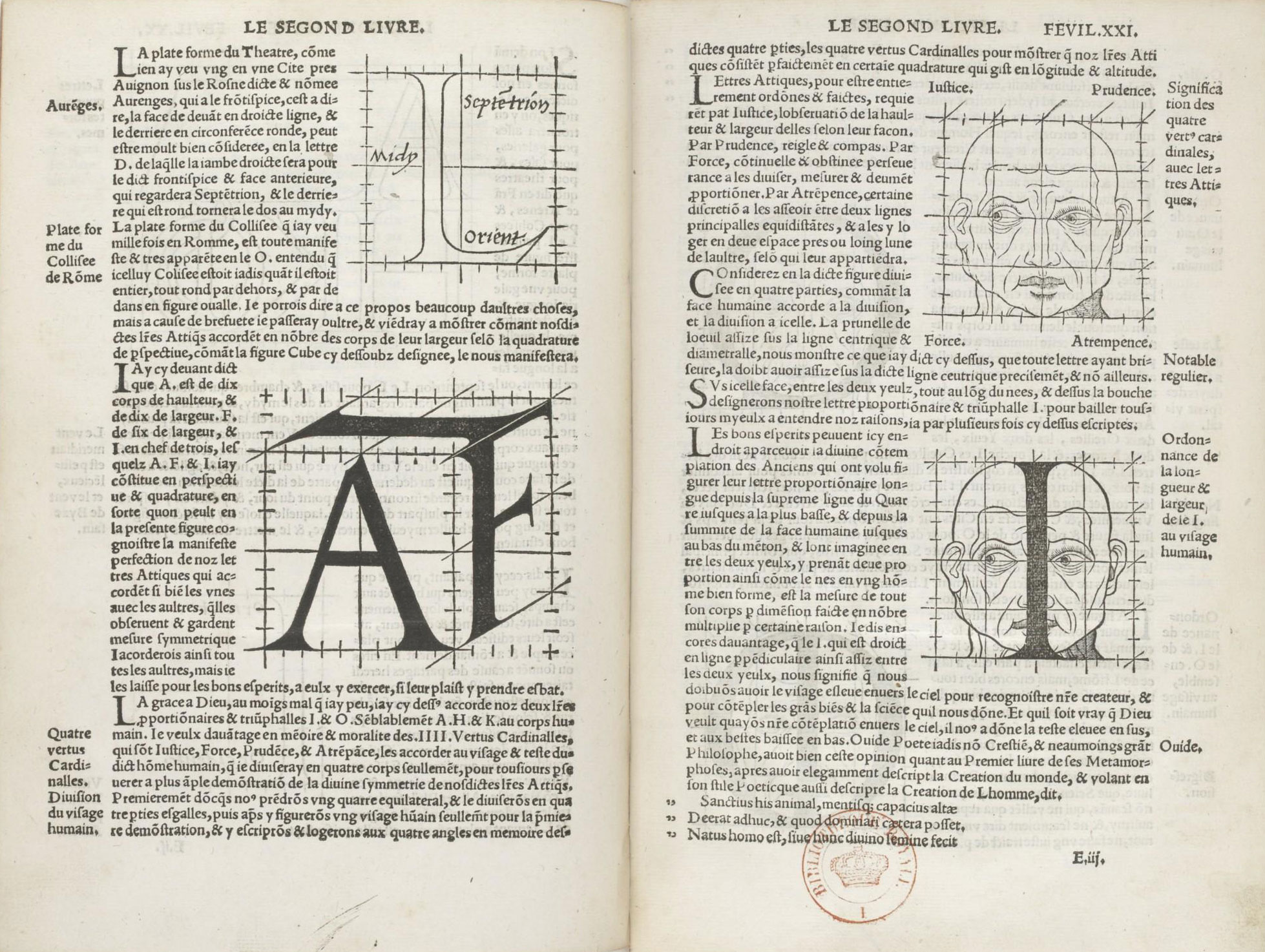
Разворот из «Цветущего луга» (1529)

В молодости Тори совершил на средства меценатов два путешествия в Италию, где в течение нескольких лет изучал в Риме и Болонье издательское дело и искусство гравюры. В 1505 году, после возвращения из первой поездки в Италию, он занял место профессора литературы и философии в парижском коллеже де Плесси. В 1518 году открыл на Малом мосту в Париже книжную лавку под вывеской «Разбитый горшок» («Pot Cassé»).
В 1529 году Тори издал трактат «Цветущий луг» («Champ Fleury»), где в туманной и загадочной форме (характерной для мастеров тех лет, передававших ученикам свои секреты) изложил свои воззрения на природу и свойства прекрасного, включая книгу и шрифт. Там же сформулировал правила употребления различных шрифтов при оформлении книги. Сочинение имело огромный успех и оказало большое влияние на развитие шрифта и типографики не только во Франции. В 1936 трактат Тори был переведен на русский язык ленинградским медиевистом и книговедом В. С. Люблинским, но перевод остался неизданным.
Иногда Тори приписывают изобретение запятой, которую он называл «крючковатой точкой». Во многом Тори определил стиль оформления книг во Франции XVI века; сыграл ведущую роль в деле пропаганды прямого романского шрифта в противовес более популярному в ту пору готическому. Сотрудничал с такими известными французскими типографами, как Робер Гранжон и Симон де Колин.
Помимо реформы французской типографики и издательского дела Тори интересовался реформой французского языка. Сожалел об отсутствии кодифицированной нормы, строгих правил грамматики, подобных тем, которые были сформулированы для латыни. По инициативе Тори парижский медик и анатом Жак Дюбуа в 1531 написал и издал первую в истории грамматику французского языка.
Жоффруа Тори прославился как талантливый художник-гравёр под именем «Мастер из „Разбитого Горшка“». Он оставил после себя огромную коллекцию отпечатанных или вырезанных им виньеток, фронтисписов, вензелей, заглавных букв и т. д. Учеником Тори был Клод Гарамон.